# Craig Czury
Craig Czury (Wilkes-Barre, 10 marzo 1951) è un poeta statunitense.

## Biografia
Craig Czury nasce a Kingston nel distretto di Wilkes-Barre in Pennsylvania. Di origine polacca (la madre, Betty Kawalkiewicz, lo abbandona il giorno stesso del parto) e irlandese, viene lasciato in affido, subito dopo la nascita. Viene adottato da una famiglia di origine ungherese (John e Nelda Churry) dalla quale eredita il cognome Churry, che in seguito viene da lui stesso cambiato in Czury, essendo questo il cognome originale della famiglia. 
Si avvicina alla poesia durante il college, con una particolare predilezione per la poesia di Cesare Pavese. È particolarmente legato anche agli autori: Pablo Neruda, Federico García Lorca e Yehuda Amichai.
Dal 1984 svolge, parallelamente all'attività poetica, quella di insegnante. Appartenente alla corrente creative non-poetry, in Italia è definito poeta del "non-sense"
Il suo passato di bambino abbandonato dalla madre naturale e di adolescente maltrattato in una famiglia adottiva ha condizionato pesantemente la sua vita e le sue opere
Finito il college, Czury decide di intraprendere l'attività di poeta svolgendo, per sostenersi economicamente, lavori occasionali di ogni genere e tipo, e viaggiando per gli Stati Uniti facendo autostop.
L'autostop, una volta raggiunta la notorietà, rimane il suo principale strumento creativo. Attualmente alterna l'attività di insegnante a quella di poeta e scrittore, a cavallo fra gli Stati Uniti e l'Italia, sua seconda patria dal 2015.

## La tecnica
Con il termine "Creative non-poetry" Czury definisce una metodologia di raccolta di quelle che sono le parti significative della poesia che sta creando, la quale a sua volta è un'opera di raccolta di tutte le parole dette da altri, raccolte meticolosamente in una serie di blocchi notes che porta sempre con sé, le quali pagine vengono poi strappate e incollate su una grande parete del suo studio di Springville, una ex scuola elementare. Il senso di ciascuna delle parole esposte sulla parete viene poi composta e condensata in una serie di passaggi che poi generano la poesia stessa. Tutto questo viene eseguito con un lavoro di tracciamento fra parole, frasi e significati, che sono legati fra di loro da cerchiature, righe che uniscono le parole e note, il tutto logicamente connesso dal tema affrontato, dalla situazione in cui il testo è stato raccolto e dalla data di raccolta. Per questo motivo Czury definisce tale tecnica una "non-poesia" creativa, in quanto l'autore del testo è una terza persona e non lui stesso, ma il senso logico (creativo) è dato dal poeta con le connessioni logiche e la condensazione in un poema definito.

## Opere
Czury pubblica la sua prima raccolta di poesie, Janus Peeking, con la casa editrice Calleopea Press, nel 1980. Con la raccolta Hacking and smoking inizia a pubblicare con l'editore Foothills Publishing. In seguito pubblica, sempre con Foothill Publishing Except....
La sua prima opera tradotta in lingua è stata Shadow/orphan shadow—Sombra/Sombra huérfana tradotta in lingua spagnola nel 1997.
In Italia ha pubblicato il libro In attesa di Brevetto - American Know-How illustrato da Dino Patanè, in seguito ha pubblicato il libro "Never mind the trucks - Non pensare ai camion" con l'editore Leva di Crema (Cr). Sempre nel 2017 ha partecipato al progetto "Oìr Ese Rìo - Antologia poetica dei cinque continenti" insieme ai poeti italiani Aldo Villagrossi, Zingonia Zingone, Andrea Garbin e ad altri 110 poeti di tutto il mondo, e in seguito ha pubblicato per New York Quarterly Books "Fifteen Stones", sempre nel 2017.

## Impegno civile
Passa la sua giovinezza nella cittadina di Wilkes-Barre tra le numerose famiglie di minatori nelle miniere di carbone. Quando Czury ha sette anni, il fiume Susquehanna esonda e invade la miniera di carbone nella Contea di La Luzerne. Tale avvenimento, denominato Knox Mine disaster pone la parola fine sull'estrazione di carbone nell'area, e oltre che a causare la morte di 12 minatori, causa anche lo spopolamento e l'impoverimento dell'intera regione. Questo argomento sarà il motivo principale del suo impegno civile contro lo sfruttamento dei territori e le conseguenze sociali che ne derivano. 
I danni legati alle attività di fracking da parte delle compagnie petrolifere in Pennsylvania sono da tempo uno degli obbiettivi di Craig Czury, il quale percorre le strade della contea di Susquehanna facendo autostop e intervistando gli operai che lavorano nei cantieri che effettuano il fracking al fine di raccogliere le loro testimonianze.
Da tempo svolge attività di insegnamento della scrittura creativa e poesia all'interno delle carceri americane con il "Prison Poetry Project".
Nel 2014 e nel 2015 Czury si è recato in Italia (dicembre 2014-gennaio 2015 e nel marzo del 2015) dove ha avviato una sperimentazione, "L'almanacco dei fogli sul muro" in collaborazione con l'associazione Culturale "Argo" e del gruppo teatrale "L'arca di Noé" della città di Soncino (Cr), che è sfociata in uno spettacolo, il 14 marzo, dove Czury ha letto le sue poesie accompagnato dalla chitarra blues del musicista Aldo Villagrossi e dalla sua armonica a bocca.

## Progetti
- 2010 York Central High School, TAP (Teachers Artists Program), with Myronda Bruin, 11th grade Global Social Studies — full semester, York, Pa.
- 2008-11 The Maret School, Poet-In-Residence, Lower, Middle & Upper Schools, Washington, DC.
- 2008-09 St. Joeseph Prep School, Visiting Poet, Germantown, Pa.
- 2008-09 Perry County Council for the Arts, Poet-In-Residence, West Perry School District and Indian Valley Middle School, Newport, Pa.
- 2007-10 Cultural Alliance of York, Poet-In-Residence, Children's Home ofYork, York County Prison, Upper Adams County Elementary Schools, York Central H.S., York Country Day School, York, Pa.
- 2007 Fairview Elem. School, Digi-Poem, PowerPoint Poem Fusion andPhotography Project, New Cumberland, Pa.
- 2006 Brookville Elem. School, Poetry Residency, Brookville, Pa.
- 2005-09 Goggle Works: Community Arts Center, Poetry Workshops for After-school Students, and Adult Memoir Class. Reading, Pa.
- 2004-05 Pennsylvania Governor's School for Teaching. Poetry Consultant, Millersville University, Millersville, Pa.
- 2004 Carcel Bellavista (prison), Medellín, Colombia.
- 2004 Our Lady of Fatima, Digi-Poem, PowerPoint Poem Fusion and Photography Project, Wilmington, Delaware.
- 2003 Capital Area School for the Arts, Fire And Ice Poem Fusion, inter-disciplinary poetry performance at the Whitaker Performing Arts Center, Harrisburg, Pa.
- 2002-2003 Pennsylvania Governor's School for the Arts, consultant.
- 2002 Arts On The Air, Poem Fusion Workshops, Berks County TV, National Endowment for the Arts, Reading, Pa.
- 2002 City Theater Company, Poet-In-Residence, Wilmington, De.
- 2002 International Kiwanis Club of Reading, Keynote Speaker withpoets from the Reading Homeless Shelter, Reading, Pa.
- 2000 Berks County Poem Fusion Documentary Project, N.E.A. Community Development Grant, Berks County, Pa.
- 1999 The Playhouse, Poet-In-Residence, Derry, Northern Ireland.
- 1999-2004 Altigimimo High School, Visiting Poet, Druskininkai, Lithuania.
- 1999 Pushkinskaya 10, Poem Fusion Workshop, St. Petersburg, Russia.
- 1997-2000 Berks Poetry Project, Curator, Poem Fusion workshops atBerks County Juvenile Detention Center, Reading Emergency Shelter & community centers, Reading, Pa.
- 1998-2004 Police Athletic League of Reading, MAP Mentoring and the Arts Project. Reading, Pa.
- 1996-2000 Arlington Humanities Program, Visiting Poet to Schools, Arlington, Va.
- 1996 Pennsylvania Writing Project, Summer Writing Institute, West Chester University, West Chester, Pa.
- 1995-1996 AmeriCorps WritersCorps, Washington, D.C.
- 1995-2002 New Jersey Council on the Arts, Arts-In-Education roster artist.
- 1991-1993 Kutztown University, Academic Alliance and Project Adelante, K.U. Dept. of Education and Allentown School District.
- 1993-2007 Very Special Arts - Delaware roster artist. VSA Delaware, Wilmingtoin, De.
- 1993-2001 Capitol School District, Poet-In-Residence, Dover, De.
- 1995-96 Berks Arts Council, Young Authors Festival (coordinator) workshop for teachers, Reading, Pa.
- 1993-2011 Tower Hill School, Poetry Residency, Wilmington, De.
- 1988-2007 Delaware Division on the Arts, Arts-In-Education roster artist.
- 1988-2000 Geraldine R. Dodge Foundation, poetry consultant to New Jersey high schools.
- 1989-1990 New Jersey Council for the Arts, Arts-In-Education roster artist.
- 1988-2002 N.E. Intermediate Unit #19, Living Arts Program, Visiting Poet, Scranton, Pa.
- 1988-91 Susquehanna University, Summer Writers Conference for high school students, Selinsgrove, Pa.
- 1984-2011 Pennsylvania Council on the Arts, Arts-In-Education roster artist.

## Pubblicazioni
- JANUS PEEKING, Calleopea Press, 1980, Santa Rosa, California
- AGAINST THE BLACK WIND, Two Magpie Press, 1981, Kendrick
- GOD'S SHINY GLASS EYE, Great Elm Press, Rexville, N.Y., 1987
- HACKING AND SMOKING, FootHills Publishing, 1989, Bath, N.Y.
- EXCEPT..., FootHills Publishing, 1990, Bath, N.Y.
- OBIT HOTEL, Pine Press, 1993, Landisburg, Pa.
- SCRAPPLE, Nightshade Press, 1995, Troy, Me.
- SHADOW/ORPHAN SHADOW — SOMBRA/SOMBRA HUÉRFANA,(tradotto in castigliano da Rosann DeCandido e Alicia Partnoy) Pine Press, 1997, Landisburg, Pa.
- UNRECONCILED FACES, FootHills Publishing, 1999, Bath, N.Y.
- PARALLEL ́NOYE TECHNIE/ PARALLEL RIVERTIME, (tradotto in russo da Irina Mashinskaia) Petropol Press, 1999, San Pietroburgo, Russia
- CLOSING OUT, FootHills Publishing, 2000, Bath, N.Y.
- FACES IRRECONCILIÁVEIS / UNRECONCILED FACES, (tradotto in portoghese da Narlan Matos) Red Pagoda Press, 2002, Reading, Pa.
- ANGLIAVAIZDIS / COALSCAPE, (tradotto in lituano da Mariaus Buroko) Vario Burnos, 2002, Vilnius, Lituania
- IN MY SILENCE TO JUSTIFY, FootHills Publishing, 2003, Bath, N.Y.
- TECNOLOGÍA NORTEAMERICANA - PATENTE EN TRÁMITE - Y OTROS POEMAS / AMERICAN KNOW-HOW - PATENT PENDING - AND OTHER POEMS (tradotto in spagnolo da Esteban Moore) PapelTinta Ediciones. 2003, Buenos Aires, Argentina
- IN ATTESA DI BREVETTO / AMERICAN KNOW-HOW, (tradotto in italiano da Riccardo Duranti, illustrato da Dino Patanè) Edizioni Empirìa, 2003, Roma
- GOD'S SHINY GLASS EYE, FootHills Publishing, 2004, Bath, N.Y.
- DNEVNIK BEZ IMENA / DIARY WITHOUT NAMES, (tradotto in Croato da Milos Durdevic) Literature Live, 2004, Zagabria, Croazia
- KAM FRIKÊ TA THEM / I'M AFRAID TO SAY, (tradotto in Albanese da SilkeLiria Blumbach) International Literary Manifestation, 2006, Tetovo, Repubblica di Macedonia
- AMERICAN KNOW-HOW: Patent Pending, Paper Kite Press, 2006, Wilkes-Barre, Pa.
- KITCHEN OF CONFLICT RESOLUTION, FootHills Publishing, 2009, Bath, N.Y.
- NEVER MIND THE TRUCKS - Non pensare ai camion, Leva Arti Grafiche, 2016, Crema (CR) Italy
- OIR ESE RIO - Antologia Poetica dei cinque continenti - Bogotà, Colombia, 2017 (insieme ad altri poeti di tutto il mondo) a cura di Ana Maria Parra Carvalho, Esteban Charpentier e Robert Max.
- FIFTEEN STONES - New York Quarterly Books (8 settembre 2017)